# 赤めだか
『赤めだか』（あかめだか）は、落語家・立川談春のエッセイである。扶桑社の文芸季刊誌『en-taxi』の2005年春号から2007年秋号まで連載された。執筆を薦めたのは同誌の編集同人だった評論家の福田和也。当時のタイトルは「談春のセイシュン」だったが、2008年に同社から刊行された際に改題された。

## 概要
物語は1984年に高校を中退、7代目（自称5代目）立川談志に入門してから、1997年の国立演芸場で開かれた第6回真打トライアル、そして真打昇進に至るまでの談春の苦難と葛藤を描く。『本の雑誌』2008年上半期エンターテイメント第1位を獲得。
2015年、TBSテレビでドラマ化された。

## 受賞
- 第24回講談社エッセイ賞

## 書誌情報
- 単行本：2008年4月11日・扶桑社 ISBN 978-4594056155
- 文庫：2015年11月20日・扶桑社文庫 ISBN 978-4594073626

## テレビドラマ
2015年12月28日、テレビドラマ版がTBSテレビで放送された。入門から1988年3月開催の二つ目昇進落語会までを描き、ドラマナビゲーターを笑福亭鶴瓶、ナレーションを薬師丸ひろ子が担当した。
嵐の二宮和也が談春役で主演。談志役は、談志が旗揚げした「落語立川流」Bコースの一員で、「立川錦之助」の高座名を持つビートたけしが演じた。

### 放送時間
- 月曜21:00 - 23:25[4]（JST）
  - 『月曜ゴールデン』枠外で放送。

### 出演
立川談春
演 - 二宮和也
主人公。落語家を志し、4年で1人前になれなかったら地元で働くことを条件に上京して談志の弟子となる。型破りな談志の言動に振り回され、落語家の厳しさを痛感するも、様々な経験を積んで人間的にも成長し、兄弟子たちと共に二つ目昇進試験を受けることとなる。
立川談志
演 - ビートたけし
落語立川流の家元で、談春らの師匠。歯に衣着せぬ言動と常識にとらわれない指導をするため、落語界では敬遠されがちだが、要所要所で弟子たちを気遣う一面も持つ。
立川関西
演 - 宮川大輔
談春の兄弟子で関西出身である。
立川談かん
演 - 柄本時生
志の輔や談春の兄弟子。ビートたけしへ入門するため立川流を去る。
立川ダンボール
演 - 新井浩文
談春の兄弟子で入門後すぐに廃業した。モデルは立川談秋と思われる。
立川談々
演 - 北村有起哉
談春の兄弟子で当時の筆頭前座。
立川志らく
演 - 濱田岳
談春の弟弟子。
立川志の輔
演 - 香川照之
談春の兄弟子。原作においての談志門下の筆頭弟子である桂文字助の役回り。
魚河岸の女将
演 - 坂井真紀
築地の菅商店の女将。
女将の娘
演 - 清野菜名
志らくの祖母
演 - 正司歌江
寿司屋の大将
演 - さだまさし
魚問屋の店主
演 - 柳家喬太郎
魚河岸の店員
演 - 今野浩喜
アシスタントプロデューサー 幾島
演 - 髙橋洋
関西の旧友。
女性スタッフ
演 - 平井理央
プロデューサー
演 - 森下能幸
スタッフ
演 - 橋本淳
タクシー運転手
演 - 木村祐一
配達員
演 - ダンカン
ナマス亭パンニャ
演 - 松尾貴史
取り立て屋
演 - 山内圭哉
借金の連帯保証人の談々の借金を取り立てる。実は落語が好きである。
談春の父
演 - 寺島進
談春の母
演 - 岸本加世子
高田文夫
演 - ラサール石井
放送作家で志らくを談志に紹介した。また立川流のBコースで「立川藤志楼」の高座名を持つ。
林修一
演 - リリー・フランキー
立川流を批判する文芸評論家。
春風亭昇太
演 - 春風亭昇太
春風亭小朝
演 - 春風亭小朝
5代目中村勘九郎
演 - 6代目中村勘九郎
5代目三遊亭圓楽
演 - 6代目三遊亭円楽
バーテンダー
演 - 笑福亭鶴瓶

### 視聴率
10.7％（ビデオリサーチ社関東地区調べ）

### 受賞
- ギャラクシー賞・2016年1月度月間賞 [8]
- 第42回放送文化基金賞・テレビドラマ部門最優秀賞[9]
- 東京ドラマアウォード 2016・作品賞（単発ドラマ部門）グランプリ[10]